# Michail Pavlovič Tomskij
Michail Pavlovič Tomskij, vero cognome Efremov (in russo Михайл Павлович Томский?; Kolpino, 31 ottobre 1880 – Korolëv, 22 agosto 1936), è stato un sindacalista e rivoluzionario sovietico.

## Biografia
Ex operaio, capo dei sindacati sovietici, Michail Tomskij, nato a Kolpino nei pressi di San Pietroburgo nel 1880, fu un membro del Politburo del Partito Comunista dell'Unione Sovietica. Nel 1929 si alleò con Bucharin e Rykov, esponenti dell'ala destra del partito, ed oppositori di Stalin. Rimosso dalla direzione dei sindacati, nel 1932 fu nominato direttore dell'Azienda editoriale di stato.
Nel 1936 fu chiamato in causa da Kamenev e Zinov’ev, principali imputati del primo processo delle grandi purghe staliniane, il cosiddetto "processo dei sedici" contro l'Opposizione di sinistra, svoltosi a Mosca dal 19 al 28 agosto di quell'anno. Durante gli interrogatori fu accusato di partecipazione ad attività cospirative contro il partito. Nello stesso anno, poco tempo dopo, temendo di essere arrestato dalla NKVD, si suicidò o fu indotto ad uccidersi, a cinquantacinque anni, sparandosi un colpo alla testa, a Korolëv, nei pressi della capitale sovietica.